# Picus awokera
Picus awokera là một loài chim trong họ Picidae.